# Sabyl Ghoussoub
Pour les articles homonymes, voir Ghoussoub.
Sabyl Ghoussoub (en arabe : سبيل غصوب), né à Paris en 1988 dans une famille libanaise, est un écrivain, chroniqueur, journaliste, photographe et commissaire d'exposition. Il a publié trois romans dont le dernier, Beyrouth-sur-Seine (éditions Stock), a remporté le Goncourt des lycéens 2022.  
Le Prix Lokman Slim lui est décerné à Beyrouth en 2024. 

## Biographie

### Enfance
Sabyl Ghoussoub naît en 1988 à Paris.  
Avant ses 20 ans, il quitte la France pour s'installer au Liban. 

### Carrière
Entre 2012 et 2015, Sabyl Ghoussoub est directeur du festival du film Libanais à Beyrouth,. 
Sabyl Ghoussoub est aussi photographe,. Il publie ses images dans divers journaux (The Guardian, Fotografia Magazine…) et expose à Paris, Beyrouth ou encore New-York. En avril 2016, son exposition de photographies sur la mort vaine, celle de combattants et celle de victimes collatérales, et intitulée Tu peux pas test, est annulée par l’Institut français de Beyrouth car jugée trop politique, à quelques jours de la commémoration du début de la guerre civile libanaise (13 avril 1975) qui a duré douze ans et quelques jours après les attentats de Bruxelles. « Tuer, c’est tuer, que ce soit au nom de Dieu, au nom du prolétariat ou au nom de l’humanité. Ce sont, précisément, les crimes commis au nom d’un idéal suprême qui constituent la contradiction interne fondamentale de l’histoire de l’humanité » explique Sabyl Ghoussoub dans le cadre de son exposition.  
Il écrit également en tant que journaliste pour différents médias tels que Blind Magazine, Historia, Remue, Les éditions de L'Obsession, L’œil de la Photographie, L'Officiel Levant, Libération, Balises, Mashallah News, Konbini Arts, Agenda Culturel,.  
En 2018, il publie aux éditions de l'Antilope Le Nez juif, l'histoire d'un arabe qui ressemble à un juif et est en quête de son identité,. 
Entre 2018 et 2019, pendant deux ans, il correspond avec la commissaire d'exposition franco-israélienne Laura Schwartz sur le blog En attendant la guerre hébergé par le site du quotidien Libération,. 
Il est ensuite commissaire de l'exposition « C'est Beyrouth » présentée du 28 mars au 28 juillet 2019 à l'Institut des Cultures d'Islam de Paris,,. 
En 2020, il obtient la Mention spéciale Prix France-Liban pour son court roman tragi-comique Beyrouth entre parenthèses, paru aux éditions de l'Antilope, dans lequel un artiste raconte son voyage en Israël, pays ennemi,.   
Sabyl Ghoussoub participe également à l’ouvrage collectif Le Liban n’a pas d’âge 1920-2020 publié aux éditions Bernard Chauveau en novembre 2020.   
Entre février 2021 et mars 2024, dans le quotidien francophone libanais L'Orient-Le Jour, il a tenu la chronique littéraire intitulée Quoi qu'on en lise,,.  
En 2022, il remporte le Goncourt des lycéens pour son roman Beyrouth-sur-Seine, paru aux éditions Stock. Le livre questionne l'immigration et la famille à travers les réflexions du narrateur à la recherche de son identité qui décide d'interroger ses parents sur leur pays d’origine, le Liban. « Beyrouth-sur-Seine est un récit romancé, drôle, bienveillant, émouvant. Sans comparer, Beyrouth-sur-Seine se situe quelque part entre Tout le monde n’a pas la chance d’avoir des parents communistes, le film de Jean-Jacques Zilbermann, et la bande dessinée de Riad Sattouf L’Arabe du futur » écrit le journaliste de France Télévisions Mohamed Berkani.  
En 2023, il devient responsable des éditions spéciales du quotidien L'Orient-Le Jour. Dans le cadre du festival Beyrouth Livres (13 - 22 octobre 2023), il est rédacteur en chef d'un premier numéro, réunissant 20 autrices, auteurs et illustrateurs : L’Orient des écrivains.
Il obtient le Prix Lokman Slim en 2024.      

### Vie privée
Il vit entre Paris et Beyrouth. 

## Critiques
Son style littéraire tragi-comique est souvent comparé à Philip Roth et Woody Allen,,.  

## Publications

### Romans
- Le Nez juif, roman, éditions de l'Antilope, Paris, 2018
- Beyrouth entre parenthèses, roman, éditions de l'Antilope, Paris, 2020
- Beyrouth-sur-Seine, roman, éditions Stock, Paris, 2022.

### Ouvrages collectifs
- « Le rocher de ma mère », dans Revenir, Paris, coédition Anamosa / éditions du Mucem, 2024
- « Pas ! Lestine ! », dans Ce que la Palestine apporte au monde, Paris, Collection Araborama, éditions Seuil, 2023
- « Shesh besh, White Coffee et Nanni Moretti », dans Diaristes libanais, Paris, éditions Les Moments Littéraires, 2023
- « En attendant Beyrouth », dans Chedly Attalah, Sophie Brones, Emmanuel Saulnier (dir.), Beyrouth in situ, Paris, éditions des Beaux-Arts de Paris ; Beyrouth, éditions de l'Alba, 2020.
- « Le Liban n'a pas d'âge », dans Sylvie Andreu, Bernard Chauveau (dir.), Le Liban n'a pas d'âge, Paris, Bernard Chauveau Editeur, 2020[16].